# Savines-le-Lac
Savines-le-Lac – miejscowość i gmina we Francji, w regionie Prowansja-Alpy-Lazurowe Wybrzeże, w departamencie Alpy Wysokie.
Według danych na rok 1990 gminę zamieszkiwało 759 osób, a gęstość zaludnienia wynosiła 30 osób/km² (wśród 963 gmin regionu Prowansja-Alpy-W. Lazurowe Savines-le-Lac plasuje się na 424. miejscu pod względem liczby ludności, natomiast pod względem powierzchni na miejscu 404.).